# Сетебос (супутник)

Ретроградні нерегулярні супутники планети Уран

Сетебос (англ. Setebos) — один із зовнішніх нерегулярних супутників планети Урана. Обертається у зворотному напрямі.
Сетебос було відкрито 18 липня 1999 року Кавеларсом, Ґледманом, Холманом, Петі і Скуллом на CCD-зображеннях, отриманих на 3,5-метровому телескопі Канада-Франція-Гаваї на горі Мауна-Кеа разом з Просперо і Стефано і отримав тимчасові позначення S/1999 U 1 та Уран XIX.
Після спостережень на 5-метровому телескопі обсерваторії Паранал у серпні 1999 року, а також у травні-червні 2000 року на телескопі Кіт Пік і на 2,5-метровому телескопі Ла Пальма були отримані елементи орбіти супутника.
Сетебос названий на честь головного диявола і заступника чаклунки Сікоракси у п'єсі В. Шекспіра «Буря».
Елементи орбіти мають схожі риси з елементами орбіти Сікоракси і Просперо. Припускають, що вони мають спільне походження. Проте це припущення не підтверджує колір супутника. Він нейтрально сірий і візуально (показник кольору B-V=0.77, R-v=0.35) подібний з кольором Просперо, але відрізняється від Сікоракси (яка має ледве червонуватий відтінок).